# Parafia Jezusa Chrystusa Najwyższego Kapłana w Czarnkowie
Parafia Jezusa Chrystusa Najwyższego Kapłana w Czarnkowie – rzymskokatolicka parafia w Czarnkowie, należąca do dekanatu czarnkowskiego. Erygowana w 1990 z parafii św. Marii Magdaleny w Czarnkowie. Kościół parafialny mieści się przy ulicy Wronieckiej.